# Thailand op de Olympische Winterspelen 2022
Thailand nam deel aan de Olympische Winterspelen 2022 in Peking in China. De Thaise ploeg slaagde er niet in om een medaille te behalen.

## Deelnemers en resultaten

### Alpineskiën
Maximaal vier deelnemers per onderdeel
Mannen
| Naam         | Onderdeel    | 1e run  | 1e run | 2e run  | 2e run | Totaal  | Totaal |
| Naam         | Onderdeel    | Tijd    | Rang   | Tijd    | Rang   | Tijd    | Rang   |
| ------------ | ------------ | ------- | ------ | ------- | ------ | ------- | ------ |
| Nicola Zanon | Reuzenslalom | 1:17,53 | 44     | 1:20,83 | 37     | 2:38,36 | 38     |
| Nicola Zanon | Slalom       | 1:05,71 | 45     | 1:02,24 | 40     | 2:07,95 | 40     |

Vrouwen
| Naam            | Onderdeel    | 1e run | 1e run | 2e run         | 2e run         | Totaal         | Totaal         |
| Naam            | Onderdeel    | Tijd   | Rang   | Tijd           | Rang           | Tijd           | Rang           |
| --------------- | ------------ | ------ | ------ | -------------- | -------------- | -------------- | -------------- |
| Mida Fah Jaiman | Reuzenslalom | DNF    | DNF    | niet geplaatst | niet geplaatst | niet geplaatst | niet geplaatst |
| Mida Fah Jaiman | Slalom       | DNF    | DNF    | niet geplaatst | niet geplaatst | niet geplaatst | niet geplaatst |

### Langlaufen
Lange afstanden
Mannen
| Naam           | Onderdeel         | Uitslag   | Uitslag |
| Naam           | Onderdeel         | Tijd      | Rang    |
| -------------- | ----------------- | --------- | ------- |
| Mark Chanloung | 15 km klassiek    | 44:27,0   | 73      |
| Mark Chanloung | 30 km skiatlon    | LAP       | 61      |
| Mark Chanloung | 50 km vrije stijl | 1:20:11,5 | 49      |

Vrouwen
| Naam            | Onderdeel      | Uitslag | Uitslag |
| Naam            | Onderdeel      | Tijd    | Rang    |
| --------------- | -------------- | ------- | ------- |
| Karen Chanloung | 15 km skiatlon | 33:14,0 | 63      |

Sprint
Mannen
| Naam           | Onderdeel | Kwalificatie | Kwalificatie | Kwartfinales   | Kwartfinales   | Halve finales  | Halve finales  | Finale         | Finale |
| Naam           | Onderdeel | Tijd         | Rang         | Tijd           | Rang           | Tijd           | Rang           | Tijd           | Rang   |
| -------------- | --------- | ------------ | ------------ | -------------- | -------------- | -------------- | -------------- | -------------- | ------ |
| Mark Chanloung | Sprint    | 3:02,12      | 52           | niet geplaatst | niet geplaatst | niet geplaatst | niet geplaatst | niet geplaatst | 52     |

Vrouwen
| Naam            | Onderdeel | Kwalificatie | Kwalificatie | Kwartfinales   | Kwartfinales   | Halve finales  | Halve finales  | Finale         | Finale |
| Naam            | Onderdeel | Tijd         | Rang         | Tijd           | Rang           | Tijd           | Rang           | Tijd           | Rang   |
| --------------- | --------- | ------------ | ------------ | -------------- | -------------- | -------------- | -------------- | -------------- | ------ |
| Karen Chanloung | Sprint    | 3:36,00      | 61           | niet geplaatst | niet geplaatst | niet geplaatst | niet geplaatst | niet geplaatst | 61     |

Albanië · Amerikaans-Samoa · Amerikaanse Maagdeneilanden · Andorra · Argentinië · Armenië · Australië · Azerbeidzjan · België · Bolivia · Bosnië en Herzegovina · Brazilië · Bulgarije · Canada · Chili · China · Chinees Taipei · Colombia · Cyprus · Denemarken · Duitsland · Ecuador · Eritrea · Estland · Filipijnen · Finland · Frankrijk · Georgië · Ghana · Griekenland · Groot-Brittannië · Haïti · Hongarije · Hongkong · Ierland · IJsland · India · Iran · Israël · Italië · Jamaica · Japan · Kazachstan · Kirgizië · Kosovo · Kroatië · Letland · Libanon · Liechtenstein · Litouwen · Luxemburg · Madagaskar · Maleisië · Malta · Marokko · Mexico · Moldavië · Monaco · Mongolië · Montenegro · Nederland · Nieuw-Zeeland · Nigeria · Noord-Macedonië · Noorwegen · Oekraïne · Oezbekistan · Oost-Timor · Oostenrijk · Pakistan · Peru · Polen · Portugal · Puerto Rico · Roemenië · San Marino · Saoedi-Arabië · Servië · Slovenië · Slowakije · Spanje · Thailand · Trinidad en Tobago · Tsjechië · Turkije · Verenigde Staten · Wit-Rusland · Zuid-Korea · Zweden · Zwitserland
Russische ploeg